# 黃智博
黃智博（1998年10月1日—），广东汕尾人，前乐华娱乐练习生，曾参加选秀节目《以团之名》。2020年2月，因在2019冠状病毒病疫情期间从事诈骗活动被逮捕。

## 生平
黃智博出生于广东省陸豐市碣石鎮，曾是韓國娛樂公司Big Hit娛樂的練習生，並通過了CUBE娛樂公司面試。2019年以乐华娱乐練習生的身份參加選秀節目《以團之名》，并成为星耀班的一员，最終以一名之差未能出道。2020年原計劃参加《少年之名》，由于2019冠状病毒病疫情影響，節目延期製作。後在疫情期間涉嫌詐騙被捕。

### 涉嫌诈骗被捕
2020年2月1日，家住上海浦东新区的陆女士通过贴吧寻找到一位卖口罩的商家，双方通过微信商定以单价0.9元（人民币，下同）购买40万个口罩，并预付50%的定金10.7万元。在商家收到预付款后，商家要求陆女士去扬州取货。由于找不到提货地点，陆女士发现被骗，随即报案。上海警方经缜密侦查后，于2月5日上午在广东省陆丰市抓获了犯罪嫌疑人，确认该案为系列网络诈骗案，总案值人民币28万余元。上海市公安局官方微博（警民直通车上海）通过微博发布了当时的现场照片，在被缴获的众多物品中，除了个人证件、少量现金、深圳通及羊城通外，还包括一张由粉丝拍摄的个人照片。随后有网友发现，该犯罪嫌疑人即为黃智博本人。2月13日21时59分，乐华娱乐发布紧急声明，称已与黄智博解除《训练生合同》并深表歉意，同时强烈谴责利用疫情扰乱社会秩序的违法犯罪行为。
2月17日凌晨，黄智博姐姐通过微博向公众致歉，表示黄智博一家作为一个平凡的务农家庭，家庭收入薄弱，父母艰难地供子女们上学，但在父亲患上心脏病后，子女便辍学打工。由于文化程度低、法律知识薄弱，才发生了此事。同日，上海市浦东新区人民检察院以诈骗罪对黄智博批准逮捕。2月25日，上海市浦东新区人民检察院以涉嫌诈骗罪对被告人黄智博依法向浦东新区人民法院提起公诉。
3月17日，上海市浦东新区人民法院一審宣判，以诈骗罪判处黄智博有期徒刑3年3個月，罰金人民幣1萬元，不得緩刑。